# Enric Gallén i Miret
Enric Gallén i Miret   (Barcelona, 1951) és un historiador, crític teatral i professor universitari català.

## Trajectòria
Gallén és doctor en Filologia catalana per la Universitat de Barcelona i catedràtic de Literatura catalana i Història de les traduccions a la Facultat de Traducció i Interpretació de la Universitat Pompeu Fabra. Especialista en teatre català modern i contemporani, ha publicat edicions i estudis sobre l'obra dramàtica d'Àngel Guimerà, Josep M. de Sagarra, Salvador Espriu, Josep M. Benet i Jornet, Sergi Belbel i Jordi Galceran, entre d'altres. Com a crític de teatre, ha col·laborat, entre d'altres, a Diario de Barcelona, Escena, El País i El Periódico de Catalunya. Va col·laborar en els volums de la Història de la literatura catalana (1986-1988), dedicats al segle xx, que van ser dirigits pel doctor Joaquim Molas. Ha estat membre del jurat dels Premis Nacionals de Cultura entre 1997 i 2003 i ha format part del Consell d'Assessorament Artístic i del Consell de Publicacions del Teatre Nacional de Catalunya entre 1998 i 2005.

## Obres
Algunes de les obres de teoria i història del teatre inclouen:
- La Generalitat republicana i el teatre (1931-1939): legislació (1982), coescrit amb Jordi Coca i Anna Vázquez Estévez.
- El teatre a la ciutat de Barcelona durant el règim franquista (1939-1954) (1985)
- Sagarra i Barcelona (1995)
- L'art de traduir: reflexions sobre la traducció al llarg de la història (2000)
- La representació teatral (2003)
- Tragèdia i drama en l'obra d'Àngel Guimerà (2009), coescrit amb Ramon Bacardit
- Guimerà i el Premi Nobel: història d'una candidatura (2011), coescrit amb Dan Nosell
- El debat teatral a Catalunya. Del Modernisme a la Guerra Civil (2011), coescrit amb Margarida Casacuberta, Francesc Foguet i Miquel M. Gibert et al.